# Alicia Alted Vigil
Alicia Alted Vigil (Madrid, 1953) es una historiadora española, especializada en el estudio del exilio republicano tras la guerra civil y profesora de la Universidad Nacional de Educación a Distancia (UNED)

## Biografía
Nacida en 1953 en Madrid, Doctora por la UNED -1983- (tesis:Política educativa y cultural del nuevo estado durante la Guerra Civil Española, 1936-1939 el Ministerio de Educación Nacional y sus antecedentes),  es autora de obras como Los niños de la guerra de España en la Unión Soviética. De la evacuación al retorno (1937-1999) (Fundación Largo Caballero, 1999), junto a Encarna Nicolás Marín y Roger González Martorell; Disidencias en el franquismo (1939-1975) (Diego Marín Librero-Editor, 1999), de nuevo junto a Encarna Nicolás; La voz de los vencidos: el exilio republicano de 1939 (Aguilar, 2005) o La cultura del exilio anarcosindicalista español en el sur de Francia (Ediciones Cinca, 2012), junto a Lucienne Domergue; entre otras.
Ha sido igualmente editora de Entre memorias. Las finanzas del Gobierno Republicano español en el exilio, las memorias de Virgilio Botella Pastor, así como coordinó la obra colectiva Literatura y cultura del exilio español de 1939 en Francia (1998), junto a Manuel Aznar Soler. Fue también directora y guionista del documental Historia oral del sindicalismo socialista (1888-1975) (2008).